# Vilas Boas (Vila Flor)
Vilas Boas is een plaats (freguesia) in de Portugese gemeente Vila Flor en telt 715 inwoners (2001).